# Munjeong-dong
Munjeong-dong (koreanska: 문정동) är en stadsdel i Sydkoreas  huvudstad Seoul. Den ligger i den sydöstra delen av staden i stadsdistriktet Songpa-gu.

## Indelning
Administrativt är Munjeong-dong indelat i:
| Namn    | Namn                | Yta km² | Invånare 31 dec 2020> |
| ------- | ------------------- | ------- | --------------------- |
| 문정1동 | Munjeong 1(il)-dong | 0,6     | 20 868                |
| 문정2동 | Munjeong 2(i)-dong  | 2,2     | 29 547                |